# Corno di Fana
Il Corno di Fana (Toblacher Pfannhorn in tedesco) è una montagna dei Monti del Villgraten nelle Alpi dei Tauri occidentali alta 2.663 m s.l.m. Si trova sopra al paese di Dobbiaco, al confine con l'Austria.

## Storia

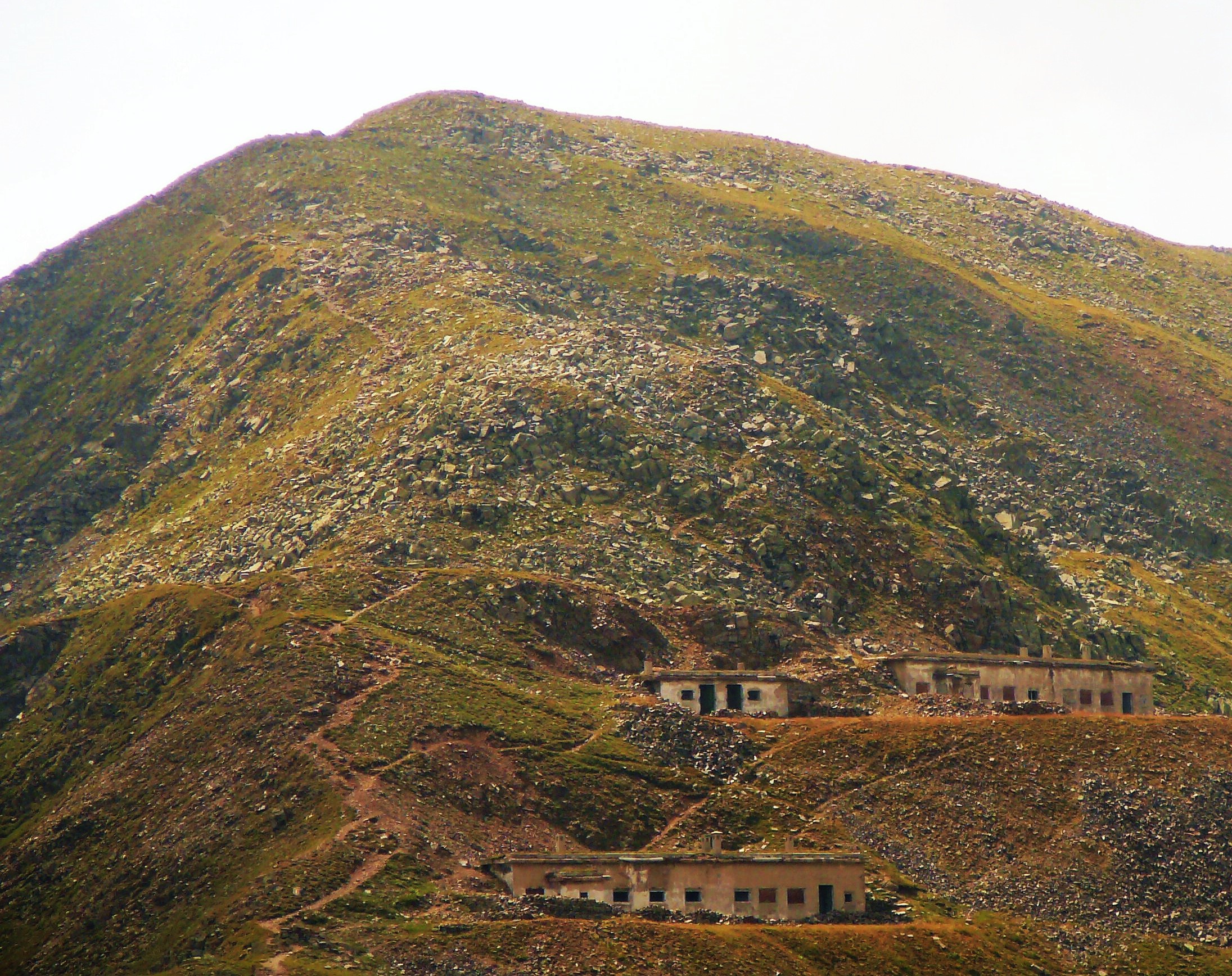
Una delle casermette di confine alla base della cima, appartenenti al Vallo Alpino in Alto Adige.

Il Corno è menzionato quale Monte Toblach nel paragrafo 4 del Trattato di Londra (1915) che anticipò la futura frontiera austriaco-italiano, istituita in questa zona nel 1919/20 in seguito agli esiti della prima guerra mondiale.
Il 25 febbraio 2009 una valanga ha sepolto un medico ortopedico bolzanino deceduto sul posto, ed una donna è rimasta solo ferita.
La cima è raggiungibile dalla località di Kandellen-Candelle, seguendo il sentiero n. 25, quindi passando per la Bonner Hütte; oppure alternativamente sempre da Candelle seguendo invece il sentiero n. 25A.
Alla base della cima, si trovano alcune casermette difensive italiane risalenti al periodo precedente la seconda guerra mondiale, appartenenti al Vallo Alpino in Alto Adige; queste si trovano in posizione strategica, ovvero erano ipoteticamente difficilmente osservabili dal nemico.